# Хильст
Хильст (нем. Hilst) — община в Германии, в земле Рейнланд-Пфальц. 
Входит в состав района Юго-западный Пфальц. Подчиняется управлению Пирмазенс-Ланд.  Население составляет 362 человека (на 31 декабря 2010 года). Занимает площадь 3,38 км².